# Philip Wilson Steer

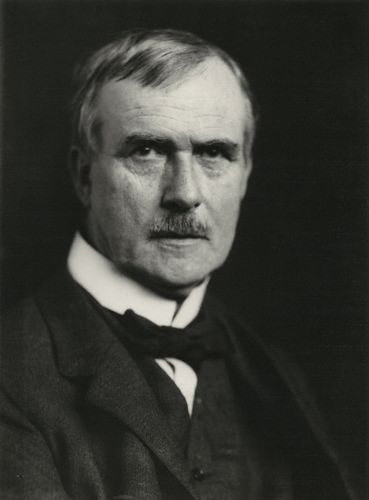
Philip Wilson Steer. Foto von George Charles Beresford, 1922

Philip Wilson Steer (* 28. Dezember 1860 in Birkenhead, Cheshire, England; † 18. März 1942 in London, England) war ein britischer Maler von Landschaften, Seestücken und Porträts sowie Kunstpädagoge und gilt als einer der führenden Vertreter des Impressionismus in Großbritannien.

## Leben
Philip Wilson Steer wurde als Sohn des Porträtmalers und Zeichenlehrers Philip Steer (1810–1871) und seiner Frau Emma Harrison (1816–1898) geboren. Die Familie zog 1863 nach Whitchurch in der Nähe von Monmouth. Nach häuslichem Unterricht besuchte Steer die Hereford Cathedral School. Ein Versuch, in den britischen Staatsdienst einzutreten, scheiterte, so dass er sich ab 1878 der Kunst widmete. Philip Wilson Steer studierte an der Gloucester School of Art und von 1880 bis 1881 an den South Kensington Drawing Schools. Nachdem er von der Royal Academy of Arts abgelehnt worden war, setzte er seine Ausbildung von 1882 bis 1884 in Paris fort, zunächst an der Académie Julian, dann an der École des Beaux-Arts bei Alexandre Cabanel. Dort kam er mit den Werken von Édouard Manet, James McNeill Whistler und den französischen Impressionisten in Berührung, die ihn nachhaltig beeinflussten.
Nach seiner Rückkehr nach England ließ sich Philip Wilson Steer in London nieder und entwickelte einen eigenen impressionistischen Stil. Besonders bekannt wurden seine Darstellungen von Strand- und Meereslandschaften mit ihrem charakteristischen silbrigen Licht. Zu seinen Hauptwerken zählen Poole Harbour (1890) und Girls Running: Walberswick Pier (1888–1894). Er hielt sich häufig in Walberswick an der Küste von Suffolk auf, wo eine Reihe bedeutender Gemälde entstand. 1886 war Steer Mitbegründer des New English Art Club (NEAC), dessen frühe Ziele er maßgeblich mitbestimmte. Zusammen mit Walter Sickert gehörte er zu den führenden Vertretern des britischen Impressionismus und stellte u. a. 1889 auf der London Impressionist Exhibition in der Goupil Gallery aus.

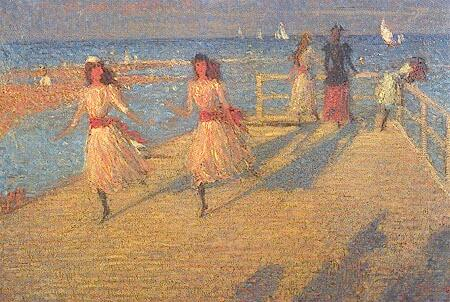
Philip Wilson Steer : Girls running, Walberswick Pier, ca. 1894

Seit 1893 lehrte Philip Wilson Steer als Professor für Malerei an der Slade School of Fine Art in London, wo er bis 1930 tätig war. Zusammen mit Frederick Brown, Henry Tonks und Walter Russell prägte er den Slade-Stil des Realismus. Zu seinen Schülern zählen Augustus John, William Orpen, Stanley Spencer, Paul Nash und Anna Airy.
Während des Ersten Weltkrieges wurde Philip Wilson Steer von Lord Beaverbrook im Rahmen des British War Memorials Committee beauftragt, Marinebilder zu malen, wofür er sich zeitweise in Dover aufhielt. In den 1920er Jahren wandte er sich verstärkt der Aquarellmalerei zu. Ab 1927 verschlechterte sich sein Augenlicht, dennoch malte er noch bis etwa 1940. 1931 wurde Philip Wilson Steer mit dem Order of Merit ausgezeichnet. Am 18. März 1942 starb er in London. Ein Selbstbildnis befindet sich in den Uffizien in Florenz. Steer blieb unverheiratet.

## Werk

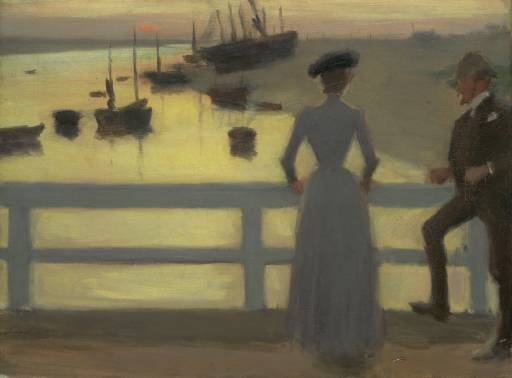
Philip Wilson Steer: The Bridge, 1887

Philip Wilson Steers Frühwerk ist stark vom französischen Impressionismus beeinflusst und konzentriert sich auf die Darstellung von Licht und Atmosphäre. Bekannte Werke aus dieser Zeit sind The Bridge (1887), The Beach at Walberswick (1890) und Girls Running: Walberswick Pier (1894). Diese Gemälde zeichnen sich durch ihre frische Darstellung von Licht und Schatten aus.

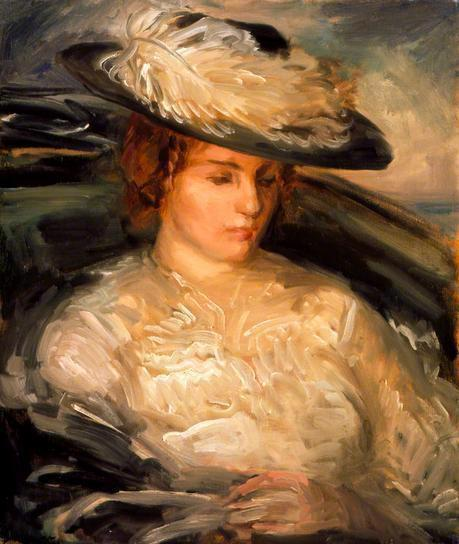
Philip Wilson Steer: Portrait of Miss Scobell in a Bathchair (The Convalescent), ca. 1900

Später wandte sich Philip Wilson Steer der englischen Landschaftsmalerei zu und ließ sich von Künstlern wie J.M.W. Turner und John Constable inspirieren. Seine Werke aus dieser Zeit zeichnen sich durch eine subtilere Farbpalette und eine stärkere Betonung der Atmosphäre aus. Neben Landschaften malte er auch Porträts und Interieurs, wobei er häufig intime Szenen darstellte. In den 1890er Jahren wurde sein Werk von der Kunstkritik zunehmend positiv aufgenommen. Wichtige Porträts aus dieser Zeit sind Girl Reading a Book (1895) und Portrait of Mrs Raynes (1922).